# Renew Europe
Prenovimo Evropo (angleško Renew Europe) je liberalna, proevropska politična skupina Evropskega parlamenta, ustanovljena za njegov deveti sklic. Skupina je naslednica skupine Zavezništvo liberalcev in demokratov za Evropo (ALDE), ki je obstajala v šestem, sedmem in osmem sklicu parlamenta (od leta 2004 do 2019). Renew Europe v Evropskem odboru regij je sestrska skupina Renew Europe.

## Zgodovina
Maja 2019 je Guy Verhofstadt, predsednik skupine Zavezništva liberalcev in demokratov za Evropo (ALDE) med razpravo pred volitvami v Evropski parlament leta 2019, napovedal, da se namerava skupina ALDE razpustiti in oblikovati novo zavezništvo z volilno listo francoskega predsednika Emmanuela Macrona "Renesansa". Med evropskimi volitvami in po njih se je skupina začasno imenovala "ALDE plus renesansa plus USR PLUS".
Po tem, ko je skupina sklenila zavezništvo z La République En Marche!, je 12. junija 2019 objavila sprejetje svojega novega imena.
19. junija 2019 je bilo objavljeno, da je bil za ustanovnega predsednika skupine izbran Dacian Cioloș, nekdanji romunski premier in evropski komisar za kmetijstvo in razvoj podeželja, ki je s 64 glasovi za proti 42 premagal Sophie in 't Veldu in tako postal prvi Romun, ki je postal vodja evropske parlamentarne skupine.

## Poslanci
| Sklic          | Število poslancev po strankah                  | Število poslancev po strankah | Poslanci iz Slovenije | Poslanci iz Slovenije                                                                      |
| -------------- | ---------------------------------------------- | ----------------------------- | --------------------- | ------------------------------------------------------------------------------------------ |
| 9. (2019-2024) | Zavezništvo liberalcev in demokratov za Evropo | 98 / 705                      | 2 / 705               | - Irena Joveva (Gibanje Svoboda) - Klemen Grošelj (Zeleni Slovenije, prej Gibanje Svoboda) |
| 9. (2019-2024) | Evropska demokratska stranka                   | 8 / 705                       | 0 / 705               |                                                                                            |
| 9. (2019-2024) | Neodvisni                                      | 5 / 705                       | 0 / 705               |                                                                                            |
| 9. (2019-2024) | Neuvrščeni                                     | 3 / 705                       | 0 / 705               |                                                                                            |
| 9. (2019-2024) | Skupaj                                         | 98 / 705                      | 2 / 8                 | 2 / 8                                                                                      |
|                |                                                |                               |                       |                                                                                            |

### Predsedstvo
| Predsednik         | Dacian Cioloș     |
| Prvi podpredsednik | Malik Azmani      |
| Podpredsedniki     | Sylvie Brunet     |
| Podpredsedniki     | Katalin Cseh      |
| Podpredsedniki     | Fredrick Federley |
| Podpredsedniki     | Luis Garicano     |
| Podpredsedniki     | Morten Løkkegaard |
| Podpredsedniki     | Iskra Mihaylova   |
| Podpredsedniki     | Frédérique Ries   |
| Podpredsedniki     | Dominique Riquet  |
| Podpredsedniki     | Michal Simecka    |
| Generalni sekretar | Anders Rasmussen  |